# Nathanael Pringsheim
Nathanael Pringsheim (30 de noviembre de 1823 - 6 de octubre de 1894) fue un botánico, y político (consejero real) alemán.

## Biografía
Nació en Wziesko, cerca de Landsberg, en Silesia, y estudió sucesivamente en las Universidades de Wroclaw (o Breslau), de Leipzig, y en la Universidad Humboldt de Berlín. Se graduó en 1848 como Doctor en Filosofía con la tesis doctoral De forma et incremento stratorum crassiorum in plantarum cellula, y rápidamente se convirtió en una figura prominente en el renacimiento botánico del siglo XIX.

### Trabajos
Sus contribuciones al estudio de la algología son de un interés extraordinario. Pringsheim fue de los primeros en demostrar la existencia de procesos sexuales en este tipo de plantas, y llegó, a partir de sus observaciones, a importantes conclusiones sobre la naturaleza de la sexualidad.
Pringsheim es, junto con los investigadores franceses Thuret (1817-1875) y Bornet (1828-1911), uno de los fundadores del conocimiento científico sobre las algas. Entre sus investigaciones cabe destacar las relativas a Vaucheria (1855), Oedogoniaceae (1855-1858), Coleochaeteae (1860),Hydrodictyon (1861) y Pandorina (1869), la última con el título Beobachtungen uber die Paarung de Zoosporen. Esta última constituyó un descubrimiento de importancia fundamental: la conjugación de zoosporas fue considerada por Pringsheim, con razón, como una forma primitiva de reproducción sexual.
Su trabajo sobre la diferenciación morfológica en Sphacelariaceae (1873), una familia de algas marinas, es de gran interés en cuanto trata de cuestiones evolutivas. El punto de vista de sus autores es el de Karl Wilhelm von Nägeli (1817-1891) en lugar del de Darwin. Muy relacionado con el trabajo de Pringsheim sobre algas fue su larga y continuada investigación sobre Saprolegniaceae, una familia de hongos algoides, algunos de los cuales se han hecho notorios al ser causantes de enfermedades en peces.
Entre las contribuciones de Pringsheim a nuestro conocimiento de las plantas superiores merece especial mención su monografía exhaustiva sobre el curioso género de helechos acuáticos Salviniales. La carrera de Pringsheim como morfologista culminó en 1876 con la publicación de su artículo sobre la alternancia de generaciones en tallofitas y musgos Bryophyta sensu stricto. Desde 1874 hasta el final de su vida la actividad de Pringsheim se dirigió esencialmente a cuestiones de fisiología: publicó en una larga serie de trabajos una teoría sobre la asimilación de carbono por las plantas verdes cuyo punto central es la concepción del pigmento de la clorofila como una pantalla, con la función principal de proteger el protoplasma de los rayos solares, que neutralizarían su actividad asimilativa al estimular una respiración demasiado activa. Este punto de vista no se ha aceptado como explicación suficiente del fenómeno. Pringsheim fundó en 1858, y fue el editor hasta su muerte, de la revista clásica Jahrbücher für wissenschaftliche Botanik, que actualmente sigue llevando su nombre. Pringsheim fue también el fundador y primer presidente en 1882 de la Sociedad Botánica Alemana en inglés (enlace roto disponible en Internet Archive; véase el historial, la primera versión y la última)..
Llevó a cabo su trabajo, en su mayor parte, en su laboratorio privado de Berlín. Solamente tuvo un puesto de enseñanza de importancia durante cuatro años, entre 1864 y 1868, cuando fue profesor en la Universidad de Jena. En su juventud fue un político en las filas liberales. Murió en Berlín.
Unas glosas más completas de la carrera de Pringsheim se pueden encontrar en la revista Nature, (1895) vol. Ii., y en el Berichte der deutschen botanischen Gesellschaft, (~ 895) vol. xiii. Esta última es de su amigo y colega Ferdinand Cohn.

## Honores

### Eponimia
Especies
- (Onagraceae) Fuchsia pringsheimii Urb.[1]
- La abreviatura «Pringsh.» se emplea para indicar a Nathanael Pringsheim como autoridad en la descripción y clasificación científica de los vegetales.[2]